# 西门街道 (宁波市)
西门街道，是中华人民共和国浙江省宁波市海曙区下辖的一个乡镇级行政单位。因宁波古城西门（望京门）而得名:150，史称筱墙。

## 历史
唐长庆元年（821年）属明州，五代开平三年（909年）属鄞县，1911年属鄞县清道乡横山里城西隅，1935年属鄞县西郊镇，1949年5月设西郊镇，属海曙区，1956年2月撤销海曙区设立西郊街道，1960年4月改为甬江人民公社西郊分社，1970年7月改为西郊分社革命委员会，1978年7月恢复西郊街道，1984年8月更名为西门街道，1987年4月分为西门街道、高塘街道，1992年10月高塘街道、西门街道、孝闻街道北郊居委会合并为西门街道:150:35:74、390。

## 行政区划
西门街道下辖以下地区：
汪弄社区、北郊社区、文化社区、龙柏社区、柳庄社区、新高社区、永丰社区、芝红社区、新芝社区、翠南社区、胜丰社区、翠中社区和钱东社区。